# اتفاقية المسؤولية الفضائية

المصدقون
الموقعون بلا تصديق

اتفاقية المسؤولية الدولية للأضرار الناجمة بسبب الأجسام الفضائية، والمعروفة أيضًا باتفاقية المسؤولية الفضائية، وهي معاهدة منذ سنة 1972 والتي تتوسع فيما يخص قواعد المسؤولية، والتي أنشئت في معاهدة الفضاء الخارجي لعام 1967. في عام 1978، تحطم القمر الصناعي السوفيتي «كوزموس 954» العامل بالطاقة النووية في أراضٍ كندية، وأدى ذلك إلى رفع دعوى بموجب الاتفاقية.

## الحالة
انتهت اتفاقية المسؤولية وفُتح باب التوقيع عليها في 29 مارس 1972 ودخلت حيز التنفيذ في 1 سبتمبر 1972. واعتبارًا من 1 يناير 2021، فقد صدقت 98 دولة اتفاقية المسؤولية، ووقعت 19 دولة ولكن لم تصدق عليها، وأربع منظمات حكومية دولية (وكالة الفضاء الأوروبية، والمنظمة الأوروبية لاستغلال الأقمار الصناعية للأرصاد الجوية، ومنظمة إنترسبوتنك الدولية للاتصالات الفضائية، والمنظمة الأوروبية لأقمار الاتصالات الصناعية) أعلنت موافقتها على الحقوق والالتزامات المنصوص عليها في الاتفاقية.

## الأحكام الرئيسية
تتحمل الدول المسؤولية الدولية لكل الأجسام الفضائية التي يتم إطلاقها داخل أراضيها. وهذا يعني أنه بغض النظر عمن أطلق تلك الأجسام، إذا أُطلقت من أرض الدولة أ، أو من تسهيل الدولة أ، أو حتى إذا تسببت الدولة أ في حدوث هذا الإطلاق، حينها الدولة أ مسؤولة تمام المسؤولية عن الأضرار الناجمة عن تلك الأجسام الفضائية.

### عمليات الإطلاق المشتركة
إذا عملت دولتان معًا لإطلاق جسم فضائي، حينها كلتا الدولتان مسؤولتان بالتضامن والتكافل عن الضرر الذي سببه هذا الجسم. وهذا يعني أن الطرف المتضرر يمكنه أن يرفع دعوى قضائية ضد أي من الدولتين بحسب مقدار الضرر الحاصل.

### المطالبات بين الدول فقط
لابد للمطالبات بموجب اتفاقية المسؤولية أن ترفع من دولة ضد دولة أخرى. تم إنشاء الاتفاقية  لتكملة القوانين الوطنية الحالية والمستقبلية التي تقوم بتقديم التعويض للأطراف المتضررة من الأنشطة الفضائية. في حين أنه بموجب معظم النظم القانونية الوطنية، يجوز لفرد أو شركة رفع دعوى قضائية ضد فرد آخر أو شركة أخرى. وبموجب مطالبات اتفاقية المسؤولية، يجب رفع دعاوى على مستوى الدولة فقط، وهذا يعني أنه إذا أصيب شخص ما بجسم فضائي ورغب في المطالبة للحصول على تعويض بموجب اتفاقية المسؤولية، يجب على الشخص الترتيب المسبق مع بلدته لتقديم مطالبة ضد الدولة التي أطلقت الجسم الفضائي الذي تسبب في الضرر.

## روابط خارجية
- مكتب الأمم المتحدة لشؤون الفضاء الخارجي: اتفاقية المسؤولية الدولية عن الأضرار التي تحدثها الأجسام الفضائية